# Список государств — членов Экономического и Социального Совета ООН
Экономический и Социальный Совет ООН состоит из 54 государств, избираемых Генеральной Ассамблеей сроком на три года. Нет ограничений на переизбрание: выбывающий член ЭКОСОС может быть переизбран немедленно. Каждый член ЭКОСОС имеет один голос. Решения принимаются большинством голосов присутствующих и участвующих в голосовании членов ЭКОСОС. Резолюция 2847 Генеральной Ассамблеи ООН от 20 декабря 1971 года (A/RES/2847(XXVI)) установила следующий порядок распределения мест в ЭКОСОС:
| Региональная группа                   | Количество мест |
| ------------------------------------- | --------------- |
| Азия                                  | 11              |
| Африка                                | 14              |
| Восточная Европа                      | 6               |
| Западная Европа и другие государства  | 13              |
| Латинская Америка и Карибский бассейн | 10              |

## Список государств — членов ЭКОСОС по году избрания

### Избранные в 1973—2008 годах
| Азия                                             | Африка                                                    | Восточная Европа             | Западная Европа и другие государства                           | Латинская Америка и Карибский бассейн   |
| 1997                                             |                                                           |                              |                                                                |                                         |
| - Республика Корея - Шри-Ланка - Япония          | - Гамбия - Джибути - Замбия - Кабо-Верде - Мозамбик       | - Латвия                     | - Германия - Исландия - Испания - Турция - Франция             | - Куба - Мексика - Сальвадор - Чили     |
| 1998                                             |                                                           |                              |                                                                |                                         |
| - Индия - Оман - Пакистан - Вьетнам              | - Алжир - Коморы - Лесото - Маврикий - Сьерра-Леоне       | - Беларусь - Польша          | - Бельгия - Италия - Новая Зеландия - США                      | - Бразилия - Колумбия - Сент-Люсия      |
| 1999                                             |                                                           |                              |                                                                |                                         |
| - Индонезия - Китай - Саудовская Аравия - Сирия  | - Гвинея-Бисау - ДР Конго - Марокко - Руанда              | - Болгария - Россия - Чехия  | - Великобритания - Дания - Канада - Норвегия                   | - Боливия - Венесуэла - Гондурас        |
| 2000                                             |                                                           |                              |                                                                |                                         |
| - Бахрейн - Фиджи - Япония                       | - Ангола - Бенин - Буркина-Фасо - Камерун - Судан         | - Хорватия                   | - Австрия - Германия - Греция - Португалия - Франция           | - Коста-Рика - Куба - Мексика - Суринам |
| 2001                                             |                                                           |                              |                                                                |                                         |
| - Иран - Непал - Пакистан - Республика Корея     | - Египет - Нигерия - Уганда - Эфиопия - ЮАР               | - Грузия - Румыния           | - Андорра - Италия - Нидерланды - США                          | - Аргентина - Бразилия - Перу           |
| 2002                                             |                                                           |                              |                                                                |                                         |
| - Бутан - Индия - Катар - Китай                  | - Бурунди - Гана - Зимбабве - Ливия                       | - Венгрия - Россия - Украина | - Австралия - Великобритания - Финляндия - Швеция              | - Гватемала - Сальвадор - Чили          |
| 2003                                             |                                                           |                              |                                                                |                                         |
| - Малайзия - Саудовская Аравия - Япония          | - Бенин - Кения - Республика Конго - Мозамбик - Сенегал   | - Азербайджан                | - Германия - Греция - Ирландия - Португалия - Франция          | - Куба - Никарагуа - Эквадор - Ямайка   |
| 2004                                             |                                                           |                              |                                                                |                                         |
| - Бангладеш - Индонезия - Республика Корея - ОАЭ | - Маврикий - Намибия - Нигерия - Танзания - Тунис         | - Армения - Польша           | - Бельгия - Канада - Италия - США - Турция (вместо Португалии) | - Белиз - Колумбия - Панама             |
| 2005                                             |                                                           |                              |                                                                |                                         |
| - Индия - Китай - Пакистан - Таиланд             | - Гвинея - ДР Конго - Чад - ЮАР                           | - Албания - Литва - Россия   | - Австралия - Дания - Исландия - Великобритания                | - Бразилия - Коста-Рика - Мексика       |
| 2006                                             |                                                           |                              |                                                                |                                         |
| - Саудовская Аравия - Шри-Ланка - Япония         | - Ангола - Бенин - Гвинея-Бисау - Мавритания - Мадагаскар | - Чехия                      | - Австрия - Германия - Испания - Турция - Франция              | - Гаити - Гайана - Куба - Парагвай      |
| 2007                                             |                                                           |                              |                                                                |                                         |
| - Индонезия - Ирак - Казахстан - Филиппины       | - Алжир - Кабо-Верде - Малави - Сомали - Судан            | - Беларусь - Румыния         | - Канада - Люксембург - Нидерланды - США                       | - Барбадос - Боливия - Сальвадор        |
| 2008                                             |                                                           |                              |                                                                |                                         |
| - Китай - Малайзия - Пакистан - Республика Корея | - Камерун - Республика Конго - Мозамбик - Нигер           | - Молдова - Польша - Россия  | - Исландия - Новая Зеландия - Великобритания - Швеция          | - Бразилия - Сент-Люсия - Уругвай       |